# Ново-Урский
Ново-У́рский — посёлок в Ленинск-Кузнецком районе Кемеровской области. Входит в состав Подгорновского сельского поселения.

## Географическое положение
Центральная часть населённого пункта расположена на высоте 195 метров над уровнем моря.

## История
Указом Президиума Верховного Совета РСФСР от 15 августа 1963 года посёлок фермы № 2 Ленинск-Кузнецкого племзавода Ленинск-Кузнецкого сельского района переименован в посёлок Новоурский.

## Население
| 2010 |
| ---- |
| 277  |

По данным Всероссийской переписи населения 2010 года, в посёлке Ново-Урский проживает 277 человек (121 мужчина, 156 женщин).